# Nemipterus mesoprion
Nemipterus mesoprion är en fiskart som först beskrevs av Bleeker, 1853.  Nemipterus mesoprion ingår i släktet Nemipterus och familjen Nemipteridae. Inga underarter finns listade i Catalogue of Life.